# Luca Plogmann
Luca Bastian Plogmann (* 10. März 2000 in Bremen) ist ein deutscher Fußballtorwart.

## Karriere

### Verein
Plogmann spielt seit frühester Jugend bei Werder Bremen. Zu seinem Debüt im Bundesligateam von Werder Bremen kam Plogmann am 1. September 2018, als er im Spiel bei Eintracht Frankfurt in der 53. Spielminute eingewechselt wurde, nachdem sich Stammtorwart Jiří Pavlenka verletzt hatte. Bei dieser Aktion wurde auch ein Strafstoß gegen Werder verhängt, der von Sébastien Haller zum 1:1 gegen Plogmann verwandelt wurde. Bremen gewann das Spiel mit 2:1. In der zweiten Mannschaft bestritt er in dieser Saison in der Regionalliga 13 Spiele.
Zur Saison 2020/21 wechselte Plogmann für ein Jahr auf Leihbasis zum Drittligisten SV Meppen. Der Verein reagierte damit auf den verletzungsbedingten, längerfristigen Ausfall seines Ersatzkeepers Matthis Harsman. Am 3. Februar 2021 beendete Werder Bremen den Leihvertrag vorzeitig aufgrund einer im Oktober 2020 erlittenen Knieverletzung.
Nach seiner Rückkehr von den Olympischen Spielen stieg Plogmann in das Training der zweiten Mannschaft ein. Für die Profimannschaft, die zuvor in die 2. Bundesliga abgestiegen war, waren mit Jiří Pavlenka, Michael Zetterer, Stefanos Kapino und Eduardo Dos Santos Haesler bereits vier Torhüter eingeplant. Nach den Abgängen von Kapino und Dos Santos Haesler kehrte Plogmann vor dem 4. Spieltag der Saison 2021/22 als dritter Torwart in den Profikader zurück. Plogmann saß 3-mal ohne Einsatz auf der Bank. Die Profimannschaft schaffte am Saisonende den direkten Wiederaufstieg in die Bundesliga. Daneben spielte er 9-mal für die zweite Mannschaft.
Anschließend verließ der Torhüter den Verein mit seinem Vertragsende. Nach dreieinhalb Monaten Vereinslosigkeit nahm ihn dann am 16. Oktober 2022 der niederländische Erstligist Go Ahead Eagles Deventer bis zum Saisonende unter Vertrag. Nach Verlängerung seines Vertrages bis 2026 wurde Plogmann zur Saison 2023/24 an den niederländischen Zweitligisten FC Dordrecht verliehen, um dort Spielpraxis zu sammeln.
Nachdem der bisherige Stammtorwart von Deventer, Jeffrey de Lange, im August 2024 zu Olympique Marseille gewechselt war, stand Plogmann nach seiner Rückkehr im ersten Spiel der neuen Saison im Tor der Go Ahead Eagles.

### Nationalmannschaft
Im April 2019 nahm Plogmann, der von der U15 bis zur U19 für alle Juniorennationalmannschaften des DFB gespielt hatte, an einem DFB-Elite-Torwartlehrgang in Bad Gögging unter der Leitung von Bundestorwarttrainer Andreas Köpke teil. Anfang Juli 2021 wurde Plogmann von Stefan Kuntz in den Kader der deutschen Olympiaauswahl für das Fußballturnier der Olympischen Sommerspiele 2021 berufen. Die deutsche Mannschaft schied nach der Gruppenphase aus. Plogmann kam wie der weitere Ersatztorwart Svend Brodersen hinter Florian Müller nicht zum Einsatz. Ende August 2021 wurde Plogmann von Kuntz neben den Torhütern Nico Mantl und Luca Philipp zwar für die im September stattfindenden Qualifikationsspiele zur U21-Europameisterschaft 2023 in die U21-Nationalmannschaft berufen, doch zu einem Einsatz kam er dabei nicht.